# Lokala Nyheter Västerbotten
Lokala Nyheter Västerbotten är ett regionalt nyhetsprogram i Sveriges Television, som sänder nyheter från Västerbottens län. Huvudredaktionen ligger i Umeå och en mindre redaktion finns i Skellefteå. 
Programmet startade 5 mars 2001 under namnet Västerbottensnytt, som det hette fram tills 12 april 2015. Innan dess täckte Nordnytt (nu Lokala Nyheter Norrbotten) även Västerbottens län, men i och med starten av Västerbottensnytt koncentrerade sig Nordnytt på Norrbottens län.
Sändningstider
- Vardagar
  - 07.10-07.13 i SVT1.
    - Inte på sommaren.

  - 07.40-07.43 i SVT1.
  - 08.10-08.13 i SVT1.
  - 08.40-08.43 i SVT1.
  - 09.10-09.13 i SVT1.
  - 18.30-18.43 i SVT1.
    - 18.25-18.30 på sommaren.

  - 19.55-19.59 i SVT1.
  - 21.46-21.55 i SVT2.
    - 21.25-21.30 fredagar och på sommaren.
- Söndagar
  - 18.10-18.14 i SVT1.
  - 19.55-19.59 i SVT1.